# Duitse militaire begraafplaats in Schönau am Königssee
De Duitse militaire begraafplaats in Schönau am Königssee is een militaire begraafplaats in Beieren, Duitsland. Op de begraafplaats liggen omgekomen Duitse militairen uit de Eerste en Tweede Wereldoorlog.

## Begraafplaats
De begraafplaats is opgebouwd uit kleine plaquettes met de namen en geboorte- en sterfdatum erop. Tussen deze plaquettes staan ook diverse kruizen overeind.
Op de begraafplaats liggen zevenentwintig slachtoffers uit de Eerste Wereldoorlog begraven en negenhonderdtien slachtoffers uit de Tweede Wereldoorlog. Daarnaast rusten er nog 55 burgerslachtoffers, waaronder zeven kinderen, op deze begraafplaats.